# Subregion Cordillerana (Quindio)
La subregion Cordillerana es una de las cinco regiones en que se subdivide el departamento colombiano de Quindío; está conformada por los siguientes municipios:
- Córdoba
- Génova
- Pijao